# アルノル・ブカ・ムトゥ
アルノル・ブカ・ムトゥ（Arnold Bouka Moutou 、1988年11月28日 - ）は、フランス・マルヌ県ランス出身のプロサッカー選手。コンゴ共和国代表。ポジションは、ディフェンダー。

## 代表歴
2014年8月2日のアフリカネイションズカップ2015予選・ルワンダ戦で代表初キャップ。アフリカネイションズカップ2015のメンバーにも選ばれた。